# 彭小峰
彭小峰（1975年5月—），男，江西安福人，中华人民共和国企业家，阳光动力能源互联网公司董事长，全国劳动模范，新能源领域领军人物，被称为“光伏枭雄”。2018年，涉嫌非法吸收公众存款被警方批捕。

## 生平
1990年，彭小峰考入江西省外贸学校（后更名为江西外语外贸职业学院），除修经管专业外，还自修德语和日语，尽管学校当时并未开设这两门课程。1993年毕业于江西外语外贸职业学院国际贸易专业。毕业后，被分配到吉安市外贸局。
1997年来到苏州创业，投资兴建苏州柳新实业有限公司。
2005年创立江西赛维LDK太阳能高科技有限公司。
2015年推出互联网金融项目绿能宝。2018年8月，因绿能宝涉嫌非法吸收公众存款被批捕。